# جارميري جنكينز
جارميري جنكينز (بالإنجليزية: Jarmere Jenkins)‏ مواليد 25 نوفمبر 1990، هو لاعب كرة مضرب أمريكي بدأ مسيرته كمحترف سنة 2013 يلعب باليد اليمنى. أعلى تصنيف له في الفردي كان المركز الـ 190 في سنة 2015. أعلى تصنيف له في الزوجي كان المركز الـ 202 في سنة 2015.

## الخط الزمني للفردي
مفتاح
| ف | ن | ن.ن | ر.ن | د# | د.م | ل | أ.أ | ت | غ | ب | ف | ذ | م.خ | ل.ت |

(ف) فاز بالبطولة (ن) وصل النهائي (ن.ن) نصف النهائي (ر.ن) ربع النهائي (د#) الأدوار الأربعة الأولى (د.م) دور المجموعات (ل) شارك في كأس ديفيز (أ.أ) خرج من الأدوار الاولى (ت) خسر التصفيات التأهيلية (غ) غاب عن الحدث أو البطولة (ب) حصل على ميدالية برونزية (ف) حصل على ميدالية فضية (ذ) حصل على ميدالية ذهبية (م.خ) بطولة الماسترز خُفضت إلى مرتبة أقل (ل.ت) البطولة لم تعقد في السنة المعينة.
لتجنب الارتباك وازدواجية الحساب، يتم تحديث هذه المعلومات إما في نهاية البطولة، أو عندما تكون مشاركة اللاعب في البطولة قد انتهت.
| الدورة             | 2010 | 2011 | 2012   | 2013 | 2014 | 2015 | 2016 |
| ------------------ | ---- | ---- | ------ | ---- | ---- | ---- | ---- |
| دورات الجراند سلام |      |      |        |      |      |      |      |
| أستراليا المفتوحة  | غ    | غ    | غ      | غ    | غ    | ت3   | غ    |
| فرنسا المفتوحة     | غ    | غ    | غ      | غ    | ت1   | ت1   | —    |
| بطولة ويمبلدون     | غ    | غ    | غ      | غ    | غ    | ت1   | —    |
| أمريكا المفتوحة    | ت1   | غ    | غ      | ت3   | غ    | ت1   | —    |
| تصنيف نهاية العام  | 725  | 784  | 1,422T | 342  | 193  | 610  | —    |

## وصلات خارجية
- جارميري جنكينز على موقع رابطة محترفي التنس (الإنجليزية)
- جارميري جنكينز على موقع الاتحاد الدولي لكرة المضرب (الإنجليزية)
- جارميري جنكينز على موقع خلاصة التنس.كوم (الإنجليزية)

- الموقع الرسمي